# Conflitos fronteiriços entre China e Índia (2020–presente)
Os conflitos fronteiriços entre China e Índia fazem parte de um impasse militar na região de fronteira disputada por China e Índia. Desde 5 de maio de 2020, militares chineses e indianos tem tomado ações agressivas nas fronteiras, resultando em combates e tiroteios de pequena e média intensidades. Em uma escalada das tensões entre as duas nações, combates foram reportados em 16 de junho de 2020 que resultaram na morte de vinte soldados indianos (incluindo um oficial). A mídia indiana afirmou que 43 militares chineses também foram mortos ou feridos na ação, enquanto os Estados Unidos reportou que ao menos 35 soldados chineses morreram, incluindo um oficial de alta patente. Estes incidentes aconteceram na região do lago Pangong Tso, em Ladaque, e em Nathu La, no estado de Siquim. Além disso, tiroteios foram reportados no leste de Ladaque também, ao longo da Linha de Controle Real (LCR), que havia sido criada no final da Guerra sino-indiana de 1962. Mais recentemente, um dos principais pontos de contenda foi a objeção dos chineses quanto a construção de estradas, pelos indianos, na região do vale do Rio Galwan. De acordo com o analista de defesa indiano Ajai Shukla, a China conquistou cerca de 60 km² de território indiano entre maio e junho de 2020. O governo chinês nega que tenha acontecido mortes em combates nas fronteiras, com ambos os lados acusando um ao outro de violar seus respectivos territórios.
A revogação do status especial da região de Jammu e Caxemira, em agosto de 2019, pelo governo indiano, também preocupou e irritou as autoridades chinesas. Contudo, a Índia e a China sempre afirmaram que havia mecanismos bilaterais suficientes para resolver a situação pela via diplomática. Após um pequeno combate ter sido reportado no Vale de Galwan, em 15 de junho de 2020, vários políticos indianos afirmaram que isso não deveria atrapalhar as relações comerciais entre as duas nações embora companhias indianas tenham iniciado um boicote contra produtos chineses.
Os confrontos fronteiriços de maio-junho de 2020 entre a China e a Índia atraíram grande atenção internacional, com diversas nações no mundo pedindo para que as tensões fossem diminuídas. Inicialmente, nenhum dos dois países engrossou a retórica um para com o outro, embora tivessem reforçado suas presenças na região de fronteira.